# وست گلوبال ایرلاینز
وست گلوبال ایرلاینز (انگلیسی: Western Global Airlines) شرکت هواپیمایی آمریکایی است، که در سال ۲۰۱۳ تأسیس شد.